# 22868 Карст
22868 Карст (22868 Karst) — астероїд головного поясу, відкритий 9 вересня 1999 року.
Тіссеранів параметр щодо Юпітера — 3,314.